# Saga Fredriksson
Saga Fredriksson (Malmö, 3 ottobre 1994) è una calciatrice svedese, di ruolo difensore.

## Carriera

### Nazionale
Fredriksson viene convocata dalla Federazione calcistica della Svezia (Svenska Fotbollförbundet - SvFF) per rappresentare la propria nazione vestendo la maglia delle giovanili nazionale Under-16 e nazionale Under-17 fin dal 2010, facendo il suo debutto in un torneo UEFA il successivo 15 ottobre, in occasione delle qualificazioni all'edizione 2011 del campionato europeo di categoria, nella partita vinta 2-0 sulle avversarie d'Israele. Condivide con le compagne il percorso che vede la sua nazionale superare al primo posto del gruppo 8 la prima fase ma perdere tutti i tre incontri della seconda fase di qualificazione fallendo la qualificazione, venendo impiegata in due occasioni nella prima e in altrettante nella seconda.
Nel 2011, dopo aver indossato la maglia dell'Under-18, viene inserita in rosa con la formazione Under-19 che partecipa alle qualificazioni all'Europeo U19 di Turchia 2012, giocando tutti i tre incontri della prima fase di qualificazione. Nel marzo seguente viene convocata per il Torneo di La Manga, dove scende in campo in due occasioni, continuando durante l'anno a marcare presenze ancora con l'Under-18 e, in un unico incontro, con l'Under-20 che il 5 agosto viene travolta in amichevole dalle campionesse Mondiali in carica della Germania.

## Palmarès

### Club
- Damallsvenskan: 3

LdB FC Malmö: 2010, 2011, 2013
- Supercupen damer: 2

LdB FC Malmö: 2011, 2012